# Chad Vader: Day Shift Manager
Chad Vader: Day Shift Manager, ook wel bekend als kortweg Chad Vader, is een serie van Star Wars-fanfilms gemaakt door Blame Society Productions. De serie geniet vooral populariteit op het internet, en dan met name via YouTube.
De serie wordt opgenomen in de Willy Street Co-op, Madison (Wisconsin).

## Geschiedenis
De serie werd oorspronkelijk gemaakt voor Channel 101, maar daar werd de serie na twee afleveringen stopgezet. De producers maakten toch de overige zes geplande afleveringen en brachten die online uit. De eerste aflevering werd meer dan tien miljoen keer bekeken op YouTube.
Chad Vader is vertaald in het Portugees, Spaans, Frans, Chinees en Hebreeuws. De serie is ook op dvd uitgebracht.

## Verhaal
Chad Vader is de jongere broer van Darth Vader. Hij werkt in een supermarkt genaamd “Empire Market”, als manager van de dagdienst. De serie toont Chads interacties met zijn collega’s, baas en de klanten in de winkel, die altijd met stomheid geslagen zijn over zijn vreemde gedrag.
In het eerste seizoen krijgt Chad een relatie met zijn collega Clarissa, en vecht om haar aandacht met zijn aartsrivaal Clint, de manager van de nachtdienst. De ruzie escaleert en Chad wordt naar de nachtdienst overgeplaatst. Uiteindelijk neemt hij zelfs even ontslag, maar later keert hij terug en neemt wraak op Clint. Clint wordt ontslagen.
In het tweede seizoen wordt de Empire Market overgenomen door een andere keten geleid door Margaret McCall. Ondertussen krijgt Chad tegen de reglementen op de werkvloer in een relatie met een collega, Libby. De relatie maakt dat Chads leerling, Jeremy, zich verraden voelt. Hij zorgt ervoor dat de relatie kenbaar wordt en Libby wordt overgeplaatst naar Nieuw-Zeeland. Dit leidt uiteindelijk tot een confrontatie tussen Chad Vader en Jeremy.
In het derde seizoen gaat de nieuwe eigenaar van de Empire Market, Margaret, op zoek naar een nieuwe algemene manager. Hiervoor laat ze Chad om beurten een voor een personeelsleden 1 dag tot manager benoemen om te zien of ze de baan aankunnen. Chad aast op dit baantje en probeert de andere kandidaten op elke manier tegen te werken. Wanneer de door hem voorgedragen kandidaten stuk voor stuk ongeschikt blijken voor de baan, laat McCall Clint terugkomen om het eens als manager te proberen. Hierdoor laait de oude rivaliteit tussen hem en Chad weer op. Uiteindelijk, nadat Chad en co een bomaanslag op de supermarkt weten te voorkomen, wordt Chad als beloning algemeen manager.
In seizoen 4 is Chad dan ook algemeen manager. Hij blijkt de vele verantwoordelijkheden echter maar moeilijk aan te kunnen en maakt zichzelf steeds onpopulairder bij het personeel. Zo laat hij stormtroopers de winkel bewaken om het personeel in de gaten te houden, en gaat steeds meer gedrag vertonen dat lijkt op dat van Jabba the Hutt. Bovendien smeed McCall een plan om Chad om te brengen zodat ze hem weer kan vervangen als manager. Ze zorgt ervoor dat de generator van de winkel overbelast raakt, en hoopt dat Chad zal sterven als hij het ding wil repareren. Haar plan faalt en Chad beseft eindelijk wat hij gedaan heeft. Hij besluit weer dagdienstmanager te worden.

## Personages

### Hoofdpersonages
- Chad Vader (Aaron Yonda/stem gedaan door Matt Sloan) – de hoofdpersoon in de serie. Chad is het jongere broertje van Darth Vader, maar is het contact met zijn familie verloren sinds ze naar Tatooine zijn verhuisd. Hij gebruikt geregeld citaten uit de Star Warsfilms, en geeft zelfs Star Warsnamen aan de meest alledaagse dingen. Net als Darth Vader heeft Chad zijn kostuum nodig om te overleven. Volgens eigen zeggen is dit te wijten aan een fietsongeluk waarbij hij in een vulkaan viel. Hij aast op de positie van algemeen manager, en is bereid alles te doen om die te krijgen. In seizoen 3 ontdekt hij de gave om krachtbliksem op te wekken. Eind seizoen 3 ziet hij zijn droom waar worden; hij wordt algemeen manager. Hij houdt het echter maar 1 seizoen vol.
- Clint Shermer (Matt Sloan) - Chads rivaal. Hij en Chad vechten in seizoen 1 om de liefde van Clarissa, en om het krijgen van de dagdienst. Na seizoen 1 wordt hij ontslagen, maar in seizoen 3 keert hij weer terug met het plan om algemeen manager te worden. Dat lukt uiteindelijk, alleen wordt hij algemeen manager van een andere vestiging van Empire Market.
- Randy Morgan (Brad Knight) - Gedurende seizoen 1 en 2 de algemene manager. Chad behandelt hem altijd als de keizer, tot Randy’s ongenoegen. Hij wordt sinds seizoen 2 beheerst door Baby Cookie, die hem langzaam tot waanzin drijft.
- Champion J. Pepper (Matt Sloan) - De originele eigenaar van Empire Market. In seizoen 2 verkoopt hij de winkel aan Margaret McCall, maar eind seizoen 3 koopt hij de winkel weer terug.
- Clarissa (Christina LaVicka) – een caissière in de supermarkt. Zowel Chad als Clint hebben een oogje op haar.
- Jeremy Wickstrom (Paul Guse) – een medewerker van Empire Market. Voor hem is Chad Vader zijn grote idool. Daar waar zijn collega’s Chad maar een rare snuiter vinden, doet Jeremy volop mee met Chad. Hij draagt altijd een helm, en gebruikt net als Chad Star Warscitaten. Toen Chad tijdelijk naar de nachtdienst werd overgeplaatst, ging Jeremy met hem mee. Jeremy kan net als Chad De Kracht gebruiken. In seizoen 3 blijft de geest van Weird Jimmy hem vertellen dat hij "de ene" is, maar wat dit betekent, weet Jeremy niet.
- Weird Jimmy (Craig Johnson) – de gestoorde conciërge van Empire Market. Hij was ooit de manager van de dagdienst, maar sinds hij naar de nachtdienst is overgeplaatst heeft hij zijn verstand verloren. Hij ziet zijn zwabber als zijn vriend. Hij komt in de laatste aflevering van seizoen 2 om het leven bij het gevecht tussen Chad en Jeremy. In seizoen 3 is hij een geest. In seizoen 4 neemt hij bezit van het lichaam van zijn broer Johnny om weer conciërge te kunnen worden.
- Margaret McCall: In seizoen 2 en 3 de nieuwe eigenaar van de supermarkt. Ze lijkt op het eerste gezicht erg aardig, maar dat is slechts schijn. Ze geeft niets om anderen en heeft maar weinig morele waardes. Ze probeert onder andere Jeremy tot haar spion te maken en de werknemers van Empire Market tegen elkaar op te zetten. Eind seizoen 3 koopt Pepper de winkel terug, en wordt ze gedegradeerd tot nachtdienstmanager. In seizoen 4 probeert ze wraak te nemen op Chad door hem te vermoorden.
- Libby: McCalls assistente, op wie Chad in seizoen 2 verliefd wordt. Door de relatie wordt ze door McCall naar Nieuw-Zeeland gestuurd.

### Bijpersonages
- Ben (Mike McCafferty) – de geest van een Jedi die Chad ervan weerhield zelfmoord te plegen, en hem aanmoedigde iets te doen met zijn leven. Ben stierf toen hij in een dronken bui met zijn auto tegen een benzinestation reed. Hij kan op elk moment uit het niets verschijnen, maar om weer te verdwijnen moet hij blijkbaar een vreemd dansje uitvoeren.
- Hal (Aaron Yonda) – een vaste klant van Empire Market die voortdurend om vreemde dingen vraagt zoals een levende kip en de hoeven van een geit.
- Tony Edwards (Asa Derks) – een medewerker van Empire Market. Hij mag Chad totaal niet. Chad noemt hem altijd "Commander Edwards," tot Tony’s grote ongenoegen.
- Lloyd (Rob Matsushita) – een medewerker van Empire Market, die vaak lol trapt om Chads relatie met Clarissa.
- Lionel (William Bolz) – een medewerker van Empire Market. Hij verwijt klanten geregeld dat ze nogal veel van een bepaald product inslaan.
- Baby Cookie: een baby-pop met een eigen wil. Hij krijgt in het tweede seizoen de macht over Randy. Samen plannen ze een groot aantal duistere zaakjes. Zo proberen ze eind seizoen 3 Empire Market op te blazen met 6 bommen.
- Sean Banditson, alias "Marshmallow Bandito" (Sean Moore): een voormalige klant van de Empire Supermarkt, die vanwege het feit dat Chad de marshmallows uit de verkoop had gehaald een superschurk is geworden. Hij neemt een baan bij de supermarkt om Chad te irriteren. Als zijn alter ego, Marshmallow bandito, kleedt hij zich in het wit en bekogelt iedereen met marshmallows.

## Afleveringen

### Seizoen 1
1. Episode One: "A Galaxy Not So Far Away"
2. Episode Two: "The Date"
3. Episode Three: "The Night Shift"
4. Episode Four: "A Dog in the Store"
5. Episode Five: "Holiday Blues"
6. Episode Six: "New Job"
7. Episode Seven: "The Plan"
8. Episode Eight: "Clint vs. Chad"

### Seizoen 2
1. Episode one: "The Takeover"
2. Episode two: "Laser Trouble"
3. Episode Three: "Into the Basement"
4. Episode Four: "The Basement Strikes Back"
5. Episode Five: "The New Employee"
6. Episode Six: "First Kiss"
7. Episode Seven: "Goodbye, Chad"
8. Episode Eight: "Bandito Beatdown"
9. Episode Nine: "Showdown"
10. Episode Ten : "Sombody Dies"

### Seizoen 3
1. Episode One: "Surveillance Assailant"
2. Episode Two: "Rocket Powered Grocery Cart"
3. Episode Three: "Lloyd Town"
4. Episode Four: "Nothing Happens"
5. Episode Five: "Return of Clint"
6. Episode Six: "Vampire Market"
7. Episode Seven: "Sick Day"
8. Episode Eight: "The Improvised"
9. Episode Nine: "Duel to the Death"
10. Episode Ten: "Six Ways To Die"

### Seizoen 4
1. Episode One: "The Return of Weird Jimmy, Part 1"
2. Episode Two: "The Return of Weird Jimmy, Part 2"
3. Episode Three: "The Return of Commander Wickstrom"
4. Episode Four: "The Return of Brian, Part 1"
5. Episode Five: "The Return of Brian, Part 2"
6. Episode Six: "Vader vs Vader"
7. Episode Seven: "Chad Vader Makes me Cry"
8. Episode Eight: "Surprise Inspection"
9. Episode Nine: "Martial Law"
10. Episode Ten: "Chad Vader Dies"

### Speciale video's
Naast de afleveringen zijn er ook een aantal trainingsvideo's van Chad Vader, waarin hij zogenaamd nieuwe werknemers van de supermarkt inwerkt op onder andere omgaan met winkeldieven en spionnen, schoonmaken, de kledingvoorschriften en het beheer van de parkeerplaats voor de winkel.
Verder bestaan er enkele opzichzelfstaande video's van Chad Vader, waaronder een waarin hij een broek steelt uit een kledingwinkel en een waarin hij Michael J. Nelson en Kevin Murphy helpt met hun website RiffTrax. Ten slotte heeft Chad Vader een gastrol in de YouTube-serie "Retarded Policeman".

## Prijzen en eerbetoon
- Matt Sloan en Aaron Yonda kregen de George Lucas Selects Award voor The Official Star Wars Fan Film Awards 2007. George Lucas koos de korte filmpjes van Chad Vader persoonlijk uit als de winnaar van de prijs.
- Chad Vader stond op de omslag van Isthmus Magazine van 25 januari 2007.[1]
- Scènes uit afleveringen 1 en 4 waren 11 oktober 2006 te zien in BC's Good Morning America.[2]
- LucasArts was dermate onder de indruk van Matt Sloans imitatie van Darth Vaders stem, dat hij de stem van Darth Vader mocht inspreken voor de spellen Star Wars: Empire at War: Forces of Corruption,[3][4] Soulcalibur IV, en Star Wars: The Force Unleashed.[5]
- De Xbox 360-versie van het spel Star Wars: The Force Unleashed bevat een referentie naar de serie. In het spel is een van de niveaus die de speler kan halen indien hij met Darth Vader speelt "Worst Day-Shift Manager Ever".